# Баранов, Рудольф Николаевич
Рудольф Николаевич Баранов (1942—2022) — советский и российский художник-живописец и педагог, профессор, почётный член РАХ (2014); Член Союза художников СССР (с 1976; Союза художников России с 1992). Заслуженный художник Российской Федерации (2005).

## Биография
Родился 1 января 1942 года в посёлке Красная Горбатка, Владимирской области. 
В 1959 году после окончания Селивановской восьмилетней школы поступил в  Палеховское художественное училище лаковой миниатюры имени А. М. Горького, которое окончил в 1964 году. В 1966 году поступил на факультет монументальной живописи Московского художественного института имени В. И. Сурикова, где обучался под руководством профессора К. А. Тутеволь и который окончил в 1971 году. В период обучения в институте Баранов работал в Московском театре имени Е. Б. Вахтангова
.
С 1971 года жил и работал в Куйбышеве. Баранов работал с художественными объектами Москвы, Самары и Падуи в Италии. С 1981 по 1985 год Баранов являлся председателем Правления Куйбышевской организации Союза художников РСФСР, а с 1998 по 2010 год — председатель Правления Самарской региональной организации Союза художников России. С 1983 года одновременно с творческой и общественной, занимался и педагогической деятельностью: с 1983 по 2008 год преподавал в Самарском художественном училище имени К. С. Петрова-Водкина. С 2006 по 2011 год являлся профессором Самарского государственного педагогического университета и Самарского государственного архитектурно-строительного университета. 
С 1976 года Баранов был избран членом Союза художников СССР. В 2014 году Баранову присвоено звание Почётный член РАХ. Как художник-монументалист, Баранов, больше всего тяготел к станковой живописи, но работал так же в традициях русской академической классической живописи и палехского искусства (иконы). Среди наиболее значимых художественных произведений Баранова: «Портрет на фоне сирени», «Романтический пейзаж», «Шары улетели», «Портрет Андрея»,  «Автопортрет. Белое вино», «Речка Колпь» или «Река детства». Бумага, карандаш: «В. И. Ленин»,  «Портрет Жилинского Д. Д.», «Портрет Е. Е. Моисеенко», «Девушка из Калмыкии», «Крановщица», «Палех». С 1971 года Баранов начал участвовать в областных, республиканских и всесоюзных художественных выставках. Персональные выставки Баранова проходили в России (Москве, Санкт-Петербурге, Самаре, Новокуйбышевске) и за рубежом: в Германии,  Франции, Италии, Болгарии и Китае. В 2002 году его работы участвовали в передвижной выставке «Красные ворота» под эгидой РАХ.

## Оценки деятельности
По словам академика и президента РАХ Зураба Церетели:

Рудольф Баранов — монументалист в буквальном смысле этого слова, тяготеющий к значительным формам станковой живописи. Его жанровые композиции, портреты, сцены с историческими персонажами, пейзажи не лишены идеалистических моментов. В работах превалирует литературная фабула, повествовательная неторопливость. Работа над объектами Москвы, Самары, итальянской Падуи дали ему богатый опыт и расширили творческий кругозор. Созданные в его произведениях образы обладают мощной внутренней энергетикой, особой поэтикой восприятия мира

## Награды
- Заслуженный художник Российской Федерации (2005)[2]
- Почётный знак «За труд во благо земли Самарской» (8 апреля 2016) — за значительный вклад в социально-экономическое развитие Самарской области
- Серебряная медаль РАХ[5]